# Craugastor megacephalus
Craugastor megacephalus es una especie de anuros en la familia Craugastoridae.

## Distribución geográfica y hábitat
Es endémica del este de Honduras, Nicaragua, Costa Rica y oeste de Panamá.

## Estado de conservación
Se encuentra ligeramente amenazada por la pérdida de su hábitat natural.